# Meroglossa soror
Meroglossa soror là một loài Hymenoptera trong họ Colletidae. Loài này được Perkins mô tả khoa học năm 1912.